# Dora Heldt: Herzlichen Glückwunsch, Sie haben gewonnen!
Herzlichen Glückwunsch, Sie haben gewonnen! ist eine deutsche Filmkomödie von Mark von Seydlitz aus dem Jahr 2014. Es handelt sich um die siebte Verfilmung der Dora Heldt-Reihe. Die einzelnen Filme basieren auf den gleichnamigen Romanen. Der Fernsehfilm wurde erstmals am 4. Mai 2014 im ZDF-Herzkino gezeigt.

## Handlung
Walter ist gerade dabei, ein neues Radio in sein Auto einzubauen, als er vom Postboten ein Schreiben erhält, das ihm zum Gewinn einer Reise an die Schlei gratuliert. Er sucht sofort seinen Schwager Heinz auf und will mit ihm den Urlaub verbringen. Auch Josefine Jäger gehört zu den Gewinnern. Sie möchte ihre Nichte Johanna mitnehmen, um sie auf andere Gedanken zu bringen. Johanna fühlt sich von ihrem Freund Max verletzt, der sie immer wieder versetzt. Bekräftigt wird das durch eine Mail, die sie bekommt, in der Fotos von Max und Mareike Wolf, einer Krimi-Autorin, zu sehen sind. Max weiß davon nichts, Johanna glaubt an eine Affäre.
Beim Reiseantritt treffen sie auf die Reiseleiterin Lisa Wagner, die sie über die Tour genau informiert. Johanna glaubt nicht an die angebliche Seriosität der Reise, sondern verdächtigt sie, eine Kaffeefahrt zu sein. Walter lässt das Auto nicht am Bahnhof stehen, weil er die Parkgebühren nicht bezahlen will; deshalb fährt er hinter dem Bus her. Während der Busfahrt lernt Heinz Johanna und Josefine näher kennen. Kurz nach der Ankunft stellen viele Gäste fest, dass die Reise eigentlich nicht dem entspricht, was sie sich davon versprochen haben. Statt in dem exklusiven Hotel in Bullesby abzusteigen, werden sie in einem alten Gasthof untergebracht.
Lisa Wagner hält Vorträge über Grundstücke an der Schlei, die die Gäste exklusiv erwerben können. Durch eine Bootsfahrt werden sie darin noch bestärkt. Viele Gäste entscheiden sich daraufhin, ein Grundstück zu kaufen. Auch Walter denkt darüber nach, seiner Inge ein etwas größeres Geschenk zum 40. Hochzeitstag zu machen, und kauft einen Anteil.
Max reist Johanna nach und kommt im Schlosshotel unter. Mareike Wolf steigt ebenfalls in diesem Hotel, weil sie gerade auf einer Lesereise mit ihrem neuen Krimi ist. Beim Essen treffen sie sich, Max will aber nichts mit ihr zu tun haben. Johanna erfährt, dass ihr Freund mittlerweile auch in Bullesby ist und will ihn treffen, um über die Sache zu reden. Als sie vor dem Hotel ankommt, sieht sie, wie Mareike Wolf in das Auto von Max einsteigt und sie gemeinsam wegfahren. Sie ist sich nun sicher, dass er eine Affäre hat.
Heinz liest das Buch von Mareike Wolf und stolpert über eine Stelle, in der er die Vorgehensweise genau beschrieben vorfindet, mit der sie Max zu den Fotos gebracht hat. Walter und er fahren zum Schlosshotel; dabei gibt es einen Kurzschluss in dem selbst eingebauten Radio und das Auto brennt völlig aus. Nach dem Schock im Hotel angekommen, verschaffen sie sich Zugang zum Zimmer von Mareike Wolf. Sie finden wie erwartet ein Fläschchen mit K.-o.-Tropfen, von dessen Inhalt Heinz probiert und danach umfällt. Walter ruft Josefine zur Hilfe, um Heinz wieder aus dem Zimmer zu bekommen.
Max, der in der Zwischenzeit über die Reiseanbieter recherchiert hat, findet heraus, dass der Inhaber der Firma, den Lisa Wagner immer wieder ankündigt, bereits vor mehreren Jahren verstorben ist. Er will deshalb mit Johanna sprechen und sich bei ihr entschuldigen. Dabei werden sie von Patrick Dengler und Lisa Wagner überwältigt und gefangen genommen, ebenso wie Josefine. Sie können sich befreien und die Ganoven mit Hilfe von Heinz und Walter festsetzen. Dengler und Wagner entpuppen sich als gesuchte Verbrecher, die sich an dem Geld der leichtgläubigen Rentner vergreifen wollten und den Wirt des Gasthofes, Gustav Klatt, übers Ohr gehauen haben, wodurch dieser jetzt pleite ist.

## Hintergrund
Die Dreharbeiten fanden vom 1. bis 30. August 2013 an der Schlei und in der Hansestadt Hamburg, den Orten der Handlung, statt.

## Rezeption

### Einschaltquoten
Die Erstausstrahlung am 5. Mai 2014 im ZDF wurde von 5,09 Millionen Zuschauern gesehen. Dies entspricht einem Marktanteil von 14,4 Prozent.

### Kritiken
Tilmann P. Gangloff zieht bei tittelbach.tv folgendes Urteil zu diesem Film: „Auch die siebte "Dora Heldt"-Verfilmung hält, was die Vorgänger versprachen: Fernsehen von vorgestern. ‚Herzlichen Glückwunsch, Sie haben gewonnen!‘ ist stellenweise ergreifend schlicht umgesetzt. Allein die Schauspieler, allen voran die Profis Lambert Hamel und Peter Sattmann, retten das nach Schema F inszenierte Urlaubfilmchen. Viele Szenen sind purer Slapstick, die Lacher alles andere als taufrisch. Wer sowas mag, wird sich amüsieren.“
Bei TV Spielfilm werteten die Kritiker: „…hat sich bemüht, unterhaltsam zu sein“ und zeigen den Daumen neutral.